# Michał Misiurewicz
Michał Misiurewicz (né le 9 novembre 1948 à Varsovie) est un mathématicien polonais. Il est connu pour ses contributions aux systèmes dynamiques chaotiques et à la géométrie fractale, notamment par le concept de point de Misiurewicz.

## Biographie
Misiurewicz participe aux Olympiades internationales de mathématiques pour la Pologne ; il remporte une médaille de bronze en 1965 et une médaille d'or (avec un score parfait et un prix spécial) en 1966. Il obtient son doctorat en 1974 à l'université de Varsovie sous la direction de Bogdan Bojarski. 
Il y travaille ensuite, passant du poste de professeur adjoint à celui de professeur titulaire avec chaire.
En 1990, il part aux États-Unis, où il séjourne un an à l'université Northwestern et un an à l'université de Princeton, avant d'obtenir un poste à l'Indiana University-Purdue University Indianapolis (en) (IUPUI), où il est professeur,,
.
En 1983 il est conférencier invité au congrès international des mathématiciens à Varsovie ; titre de sa conférence : One dimensional dynamical systems. 
En 2012, il est devenu fellow de l' American Mathematical Society.

## Publications (sélection)
- Michał Misiurewicz, « Absoluteley continuous measures for certain maps of an interval », Pub. Math. IHES, vol. 53,‎ 1981, p. 17–51.
- Michał Misiurewicz et Zbigniew Nitecki, « Combinatorial patterns for maps of the interval », Memoirs Amer. Math. Soc., vol. 94, no 456,‎ 1991, vi+112 p..

## Articles liés
- Ensemble de Mandelbrot
- Polynôme quadratique complexe
- Théorie de l'indice de Conley
- Entropie topologique
- Nombre de rotation